# Turmhügel Kattenbach
Der Turmhügel Kattenbach befindet sich südlich des Hofes Kattenbach, einem Gemeindeteil der niederbayerischen Gemeinde Moosthenning im Landkreis Dingolfing-Landau. Der Turmhügel (Motte) liegt unmittelbar südlich des Hofes und 1,9 km südlich von Schloss Mengkofen. Er wird als Bodendenkmal unter der Aktennummer D-2-7240-0022 im Bayernatlas als „Burgstall des Mittelalters“ geführt.

## Beschreibung
Die gut erhaltene Anlage liegt an einem leicht nach Osten abfallenden Hang zum Kattenbachtal. Die Weiheranlage wird von einem etwa 15 m breiten Graben umgeben, der eine rechteckige Insel mit den Ausmaßen 16 × 15 m umschließt, die nur 0,8 m, aber mit steilem Rand, über den Wasserspiegel hinausragt. Gegen den abfallenden Hang schützt ein Dammweg den Weiher vor Wasserverlust, ein morscher Holzsteg führt südöstlich über den Wassergraben.